# Reichartshausen (Amorbach)
Reichartshausen ist ein Gemeindeteil der Stadt Amorbach im unterfränkischen Landkreis Miltenberg in Bayern.

## Geographie
Das Kirchdorf Reichartshausen liegt auf 406 m ü. NHN an der Kreisstraße MIL 10, zwischen Neudorf und dem zu Miltenberg gehörenden Geisenhof. Nördlich liegt Wenschdorf, nordöstlich Schippach und nordwestlich befindet sich das Dorf Monbrunn. Im Südosten von Reichartshausen verläuft die Landesgrenze zu Baden-Württemberg. Im Ort entspringt der Reichartshauser Bach. Durch Reichartshausen führt der Fränkische Marienweg.

## Geschichte
Am 1. Januar 1976 wurde die bis dahin selbstständige Gemeinde Reichartshausen nach Amorbach eingemeindet.